# Битка код Адве
Битка код Адве одиграла се 1. марта 1896. године између Краљевине Италије и Етиопског царства. Битка је део Првог италијанско-абисинског рата и завршена је победом Етиопљана.

## Битка
Етиопске снаге предводио је Менелик II, а италијански експедициони корпус генерал Оресте Баратијери. Италијански корпус састава 3 пешадијске бригаде и једна домородачка чета (око 14.500 људи са 56 топова) је кренуо увече 29. фебруара у три колоне са положаја североисточно од Адве, да на повољнијем положају изазове и сачека напад Етиопљана. Главнина етиопских снага била је прикупљена у адуанском басену, а један одред затварао је долину Марјам Шавиту (свега око 70.000 пешака, 8600 коњаника и 42 топа). Планинско испресецано и непрегледно земљиште отежавало је покрет италијанских колона и везу између њих. Лева колона генерала Матеа Албертонеа избила је, грешком, до Енда Кидане Мерета где су је Етиопљани изненада напали око 11 часова и обухватом уништили. Средња колона генерала Ђузепеа Аримондиа развијена је на узвишењима Бела и Рајо, где је нападнута одвојена од резерве која се позади ње кретала до 12:30 часова, потпуно је разбијена. Резерва је обухватним дејством такође уништена. Десна колона генерала Викторија Дабормиде примила је наређење да ујутро пружи помоћ левој колони, али је, изгубивши везу са претходницом, избила у долину Марјам Шавиту, где је такође опкољена и разбијена.

## Последице
Италијански губици: 6600 мртвих (2 генерала, 266 официра), 500 рањених и 1700 заробљених. Заробљена је или уништена сва комора и артиљерија. Етиопска победа више је резултат веће маневарске способности, него бројне надмоћи.
Пораз код Адве учинио је крај италијанским плановима да овим ратом прошире поседе на Црвеном мору. Миром у Адис Абеби (26. октобар 1896) призната је потпуна независност Етиопије.